# Daniel Bautista
Daniel Bautista (Mexico-Stad, 4 augustus 1952) is een voormalige Mexicaanse atleet, die gespecialiseerd was in het snelwandelen. Hij werd olympisch kampioen en Centraal-Amerikaanse en Caribische kampioen op het onderdeel 20 km snelwandelen.
In zijn relatief korte sportcarrière domineerde hij als snelwandelaar op de weg en de baan. Hij kreeg internationale bekendheid toen hij in 1975 het 20 km snelwandelen op de Pan-Amerikaanse Spelen won. Dit maakte hem tot de grote favoriet in het volgende jaar op de Olympiade. Op de Olympische Spelen van 1976 in Montreal won hij de gouden medaille voor de Oost-Duitsers snelwandelaars Hans Reimann (zilver) en Peter Frenkel (brons) die de vorige spelen op zijn naam schreef.
In de jaren erna liep Bautista nog tweemaal een wereldrecord op de 20 km en enige beste jaarprestaties op andere afstanden. In 1977 en 1979 won hij de IAAF World Race Walking Cup op de 20 km. Op de Olympische Spelen van 1980 in Moskou nam hij wederom deel, maar werd 1.800 m voor de finish gediskwalificeerd. Hij nam ook aan het 50 km snelwandelen deel, maar moest na 30 km opgeven. Hierna beëindigde hij zijn sportieve loopbaan.

## Titels
- Olympisch kampioen 20 km snelwandelen - 1976
- Centraal-Amerikaanse en Caribische kampioen 20 km snelwandelen - 1977

## Wereldrecords
| Tijd    | Datum         | Plaats    |
| ------- | ------------- | --------- |
| 1:23.40 | 30 mei 1976   | Bydgoszcz |
| 1:22.16 | 19 mei 1979   | Valencia  |
| 1:21.04 | 9 juni 1979   | Vretstorp |
| 1:21.00 | 30 maart 1980 | Xalapa    |

## Palmares

### 20 km snelwandelen
- 1975:  Pan-Amerikaanse Spelen - 1:33.06
- 1976:  OS - 1:24.41
- 1977:  Wereldbeker - 1:24.02
- 1977:  Centraal-Amerikaanse en Caribische kampioenschappen - 1:29.34
- 1978:  Centraal-Amerikaanse en Caribische Spelen - 1:29.10
- 1979:  Wereldbeker - 1:18.49
- 1975:  Pan-Amerikaanse Spelen - 1:28.15

1956: Leonid Spirin ·
1960: Volodymyr Holoebnytsjy ·
1964: Ken Matthews ·
1968: Volodymyr Holoebnytsjy ·
1972: Peter Frenkel ·
1976: Daniel Bautista ·
1980: Maurizio Damilano ·
1984: Ernesto Canto ·
1988: Jozef Pribilinec ·
1992: Daniel Plaza ·
1996: Jefferson Pérez ·
2000: Robert Korzeniowski ·
2004: Ivano Brugnetti ·
2008: Valeri Bortsjin ·
2012: Chen Ding ·
2016: Wang Zhen ·
2020: Massimo Stano ·
2024: Brian Pintado